# Mauritia histrio
Mauritia histrio – gatunek porcelanki. Osiąga od 23 do 88 mm, standardowo około 50–60 mm. Ślimak ten tworzy barwną, wzorzystą muszlę. Oprócz podgatunku nominatywnego istnieje podgatunek Mauritia histrio westralis.

## Występowanie
Mauritia histrio występuje w obszarze wód Oceanu Indyjskiego, u wybrzeży Azji Południowej. Podgatunek M. h. westralis występuje w wodach Australii.